# Rudolf Kirchschläger
Rudolf Kirchschläger, avstrijski diplomat, politik in sodnik, * 20. marec 1915, Zgornja Avstrija, † 30. marec 2000, Dunaj.
Kirchschläger je bil minister za zunanje zadeve Avstrije (1970-1974) in predsednik Avstrije (1974-1986).